# Товариш бригада
«Товариш бригада» — радянський двосерійний телефільм 1973 року, знятий режисером Григорієм Ліпшицем на Кіностудії ім. О. Довженка.

## Сюжет
Телефільм за мотивами роману П. Лебеденка «Льоди йдуть в океан». Дія відбувається в одному з великих портових міст Півночі. Молодий зварювальник Марк Талалін та бригадир Ілля Бесєдін ніяк не можуть знайти справжніх причин своїх розбіжностей та конфліктів.

## У ролях
- Микола Мерзлікін — Марк Талалін, зварювальник
- Вадим Спиридонов — Ілля Семенович Бесєдін, бригадир
- Михайло Глузський — Петро Костянтинович Смайдов, парторг
- Ніна Маслова — Марина Саніна
- Галина Логінова — Людмила Краснова, зварювальниця
- Олексій Кожевников — Харитон Єзерський, член бригади Бесєдіна
- Борис Юрченко — Клім Думін, член бригади Бесєдіна
- Андрій Праченко — Костя Байкін
- Олександр Мілютін — Діма Баклан, член бригади Бесєдіна
- Віктор Степаненко — Андрійович (Закостеневський), член бригади Бесєдіна
- Юрій Веренікін — Степан Ваненга, кранівник
- Станіслав Бородокін — Саня Кердиш, кранівник
- Юрій Саранцев — Василь Степанович Борисов, начальник відділу кадрів
- Людмила Сосюра — Ганна, сестра Марини
- В. Захаров — епізод
- Дмитро Бокалов — капітан
- В. Дмитрієв — епізод
- Микола Скоробогатов — Павло Семенов, працівник майстерні «Металоремонт»
- Е. Стеште — епізод
- Олександр Шешко — працівник порту
- Людмила Лобза — офіціантка
- Паул Буткевич — член екіпажу

## Знімальна група
- Режисер — Григорій Ліпшиць
- Сценарист — Олександр Сацький
- Оператор — Сурен Шахбазян
- Композитор — Геннадій Гладков
- Художник — Віталій Шавель